# 8411 Цельсо
8411 Цельсо (8411 Celso) — астероїд головного поясу, відкритий 3 жовтня 1996 року.
Тіссеранів параметр щодо Юпітера — 3,557.